# John Oster
John Morgan Oster (Boston, 8 dicembre 1978) è un ex calciatore inglese naturalizzato gallese, di ruolo centrocampista.